# Conrad de Marbourg
Conrad de Marbourg, né durant la seconde moitié du XIIe siècle entre 1180 et 1200, mort le 30 juillet 1233, est un prêtre chanoine prémontré, premier inquisiteur allemand.

## Biographie
Conrad de Marbourg est un prêtre de l'ordre des Prémontrés. Aucun élément biographique n'existe sur ses origines, ce qui impliquerait qu'il soit d'extraction très simple. Ses contemporains l'appellent magister, montrant qu'il eut une formation universitaire, probablement à Paris ou Bologne. Il est décrit comme un homme d'une grande éloquence, très bon théologien, défenseur zélé de la pureté de la foi catholique et menant une vie ascétique.
Il se signale d'abord en prêchant la cinquième croisade, proclamée en 1213 par Innocent III. 
En 1225, il devient le directeur spirituel de la jeune veuve du landgrave de Thuringe, la future sainte Élisabeth de Hongrie.
Il la traite avec la même sévérité que lui-même, conformément à ses souhaits. Il lui arrive cependant de restreindre son zèle et de lui interdire des mortifications excessives. Après la mort d'Élisabeth en 1231, Conrad fut chargé d'examiner les témoignages relatifs à sa vie et les miracles attribués à son intercession.
En 1227, alors qu'il est écolâtre à Mayence, il est nommé commissaire pontifical en Rhénanie.
En 1231, Grégoire IX met en application sa constitution Excommunicamus instituant l'Inquisition médiévale : le 11 octobre, il confère à Conrad le titre d'inquisiteur, le premier à porter ce titre en Allemagne. Le pape le dispense de suivre les obligations de la procédure canonique (te a cognitionibus causarum habere volumus excusatum) et l'autorise à procéder au mieux contre les hérétiques, mais en respectant les décrets papaux. À sa demande, le pape édicte en 1233 la première bulle de l’histoire contre les sorcières, la Vox in Rama en y décrivant le sabbat des sorciers et leur culte du diable.
Conrad est laissé libre de choisir ses collaborateurs : il s'adresse aux Dominicains par l'intermédiaire des prieurs de Ratisbonne, Friesach et Strasbourg. Appuyé par le dominicain Conrad Dorso et Jean le Borgne (un laïc), il aide les évêques à réprimer l'hérésie en reprenant le rôle des « témoins synodaux », ces clercs chargés de dénoncer l'hérésie pour permettre à la procédure de s'ouvrir.
Conrad de Marbourg lutte contre les « Vaudois » et « Cathares », comme on les appelle alors, sans distinction réelle entre les hérésies, ainsi que contre le groupe cathare des Lucifériens.
De l'avis même de ses contemporains, Conrad se montre trop sévère et brutal dans sa fonction. Ses deux assistants sont des ignorants fanatiques, inaptes à cette tâche. Conrad prend pour argent comptant les déclarations des suspects, et sur la foi de ces accusations, enchaîne les arrestations pour hérésie, sans chercher à vérifier l'exactitude des accusations portées. Les accusés peuvent soit confesser leur faute (et se retrouver avec la tête rasée en guise de pénitence), soit protester de leur innocence, au risque d'être jugés hérétiques non repentis, et livrés au bras séculier pour finir sur le bûcher. Le nombre de ses victimes n'est pas connu avec précision. En Allemagne occidentale, son activité d'inquisiteur provoqua une panique générale. Il agit avec un tel fanatisme et de manière tellement illégale qu'il soulève la population contre lui. 
Il se tourne même contre la haute noblesse, en particulier le comte Henri III de Sayn, qu'il accuse d'hérésie luciférienne. Sayn fait appel à l'archevêque de Mayence, Siegfried III von Eppstein, qui convoque pour le 25 juillet 1233 un synode pour vérifier les charges pesant contre le souverain. Les évêques et les nobles présents au synode voient l'activité de l'inquisiteur d'un œil hostile. Celui-ci est incapable de prouver ses accusations contre le comte Henri. Sur ce, désavoué, Conrad ne renonce pas à sa mission qu'il jugeait juste. Fort du mandat qu'il tient du pape, il entreprend de prêcher une croisade contre les nobles hérétiques. Cinq jours plus tard, le 30 juillet 1233, il meurt avec son compagnon, un frère franciscain, Gerhard Lutzelkolb dans une embuscade, massacré par des chevaliers sans doute proches du comte Henri alors qu'il revient à Marbourg.

## Littérature
Conrad de Marbourg est représenté dans la Tragédie des saints du romancier anglais Charles Kingsley. Il est aussi représenté dans les bandes dessinées Le Troisième Testament de Xavier Dorison et Alex Alice — dont il est le personnage central — et Urielle de Clarke et Denis Lapière.